# 乙酸甲酯
乙酸甲酯，分子式CH3COOCH3，是一种有机酸酯，亦称作醋酸甲酯。

## 物理性质
乙酸甲酯是无色、有香味、易挥发、易燃的液体。折光率为1.3595。溶于水，与乙醇、乙醚以任意比互溶，易溶于丙酮、氯仿、苯等。蒸气与空气可形成爆炸性混合物，爆炸体积极限4.1%~14%。

## 危險性
对黏膜有刺激性，吸入導致咳嗽、喉嚨痛，食入則腹痛、嘔吐，嚴重者死亡。

## 用途
可用作溶纤剂、喷漆溶剂，以及用于制备人造革。

## 制备
由乙酸與甲醇直接進行酯化反應製得。
{\displaystyle \ CH_{3}COOH+CH_{3}OH\ {\xrightarrow {\qquad }}\ CH_{3}COOCH_{3}+H_{2}O}
1. ↑  . chemicalsafety.ilo.org.   [2024-05-12]. （原始内容存档于2024-05-12）.